# Независимо сдружение „Екогласност“
Независимото сдружение „Екогласност“, известно и само като „Екогласност“, е екологична неправителствена организация, учредена на 11 април 1989 г. от Петър Слабаков, Петър Берон, Александър Каракачанов, Христо Смоленов и др. и официално регистрирана на 11 декември 1989 г.
На 7 декември 1989 г. „Екогласност“ става член учредител на Съюза на демократичните сили. От организацията произлизат (или нейни активисти вземат дейно участие в учредяването на) Зелената партия в България на 28 декември 1989, Политическия клуб „Екогласност“ през март 1990 г. и Националното движение „Екогласност“ на 15 юни 1990 г.
Като фокусира дейността си върху значими екологични, правозащитни и политически проблеми, „Екогласност“ печели широка популярност и обществена подкрепа, като става основна опозиционна сила, противопоставяща се на управлението на Българската комунистическа партия:
| “ | Признат за своята екологична мисия, колежът „Прескот“ днес приветства „Екогласност“ за усилията в областта на екологията и световния мир. ... Този уикенд в Тусон колежът връчи своята първа Екологична награда на колежа „Прескот“. Наградата е дадена на Димитрина Петрова, член на управителния съвет на „Екогласност“. ... През последните 44 години в България нямаше политическо инакомислие. „Екогласност“ промени това. Организацията сега е водещата опозиция срещу Комунистическата партия, но за разлика от кървавите борби водещи днес много чужди страни към политическа реформа, българите поемат един по-мирен път към свободата. ... Това, което започна през ноември със 110 български еколози протестиращи срещу възможното според тях екологично бедствие предизвикано от два правителствени проекта, по-късно ескалира до мирното падане на комунистическото българско правителство. | ” |

В частност, „Екогласност“ организира публични петиции, лобиране и демонстрации срещу спорните проекти за отклоняване на част от водите на Струма и Места на север, и за изграждане на АЕЦ „Белене“. Изготвени от организацията становища и доклади по тези проблеми и за опазването на българското природно наследство са разпространени сред обществеността, предоставени на местни и западни медии, и предложени на вниманието както на българските държавни, партийни и местни власти, така и на провеждащата се от 16 октомври до 3 ноември 1989 г. в София Среща за опазване на околната среда на 35 страни от СССЕ.
Независимото сдружение „Екогласност“ има значим принос в политическия процес довел до смяната на режима, маркирана от отстраняването на дългогодишния комунистически управник Тодор Живков на 10 ноември 1989, отворило пътя за възстановяване на демокрацията и пазарната икономика в страната:
| “ | На 3 ноември „Екогласност“ нанася решаващ удар на комунистическата политическа система. Най-малко 10000 души излязоха и шестваха до парламента, носещи плакати и скандирайки думата „демокрация“. Това беше решаващ пробив ... Само седмица след шествието на „Екогласност“, Живков е уволнен ... | ” |

| “ | Междувременно, България направи знаменателна стъпка напред, като легализира най-голямата опозиционна групировка в страната, „Екогласност“... Преди десет дни „Екогласност“, реформаторско екологично движение, събра повече от 4000 поддръжници в София за първата неофициална демонстрация, разрешена откакто България попадна под комунистическо управление. | ” |